# Resolució 1423 del Consell de Seguretat de les Nacions Unides
La Resolució 1423 del Consell de Seguretat de les Nacions Unides fou adoptada per unanimitat el 12 de juliol de 2002. Després de recordar les resolucions 1031 (1995), 1035 (1995), 1088 (1996), 1103 (1997), 1107 (1997), 1144 (1997), 1168 (1998), 1174 (1998), 1184 (1998), 1247 (1999), 1305 (2000), 1357 (2001) i 1396 (2002) sobre la situació a Bòsnia i Hercegovina, el Consell va prorrogar el mandat de la Missió de les Nacions Unides a Bòsnia i Hercegovina (UNMIBH) per un període que finalitzava el 31 de desembre de 2002 i autoritzava als estats que participaven en la Força d'estabilització (SFOR) de l'OTAN a continuar fent-ho durant uns altres dotze mesos.
L'adopció de la resolució es va retardar a causa d'un veto dels Estats Units sobre la immunitat per als seus mantenidors de pau a la Cort Penal Internacional (CPI); l'Estatut de Roma de la Cort Penal Internacional va entrar en vigor l'1 de juliol de 2002. La resolució actual va ser aprovada després de l'adopció de la Resolució 1422 (2002), que atorgava immunitat als nacionals de països que no eren part en l'Estatut de la CPI.

## Resolució

### Observacions
El Consell de Seguretat va subratllar la importància de l'acord de Dayton i va donar la benvinguda a les contribucions positives de Croàcia i la República Federal de Iugoslàvia (Sèrbia i Montenegro) en el procés de pau a Bòsnia i Hercegovina. La situació continuava constituint una amenaça per a la pau i la seguretat i el Consell estava decidit a promoure una solució pacífica del conflicte. Va donar la benvinguda a la decisió del Consell d'Europa de fer-ne membre a Bòsnia i Hercegovina, i que compleixi plenament els estàndards d'una democràcia moderna.

### Actes
Actuant sota el Capítol VII de la Carta de les Nacions Unides, el Consell recorda a les autoritats de Bòsnia i Hercegovina i altres de la seva responsabilitat en l'aplicació de l'acord de Dayton. Va subratllar el paper de l'Alt Representant per a Bòsnia i Hercegovina per supervisar la seva implementació. També va concedir importància a la cooperació amb el Tribunal Penal Internacional per a l'antiga Iugoslàvia.
El Consell de Seguretat va felicitar els països que participaven en la SFOR per continuar les seves operacions durant dotze mesos addicionals; s'ampliarà més enllà d'aquesta data si es justifica per la situació al país.
També va autoritzar l'ús de mesures necessàries, incloent l'ús de la força i defensa pròpia, per assegurar el compliment dels acords i la seguretat i la llibertat de moviment del personal de la SFOR. Al mateix temps, el mandat de la UNMIBH, que incloïa la International Police Task Force (IPTF), es va ampliar fins al 31 de desembre de 2002. Es va instar als països a proporcionar formació, equipament i assistència a les forces policials locals a Bòsnia i Hercegovina i al Secretari General Kofi Annan que presentés informes de l'Alt Representant per a Bòsnia i Hercegovina.
La resolució també va donar la benvinguda a l'oferta de la Unió Europea per establir una Missió de Policia de la Unió Europea a Bòsnia i Hercegovina a partir de l'1 de gener de 2003 per succeir a la UNMIBH.